# Réserve écologique du Boisé-des-Muir
La réserve écologique du Boisé-des-Muir est située à Hinchinbrooke, à 5 kilomètres de Huntingdon et à 70 km au sud-ouest de Montréal, dans la région du Haut-Saint-Laurent. Cette réserve écologique protège une forêt ancienne dont les plus vieux individus ont plus de 300 ans et qui a été peu perturbée après la colonisation. Elle est composée d'un peuplement d'érablière sucrière à hêtre à grandes feuilles et pruche du Canada. Le nom de la réserve rend hommage à la famille Muir, l'ancien propriétaire du site.
Une telle forêt est exceptionnelle pour une région aussi agricole que le Haut-Saint-Laurent. En effet, les forêts ne constituent plus que 10 % du territoire, et ont typiquement été exploitées à une époque ou une autre par leurs propriétaires agriculteurs (voir Historique). Alors que certains arbres du Boisé-des-Muir atteignent 300 ans, ces forêts perturbées n’ont en général que de 40 à 80 ans, tout au plus.
Le Boisé-des-Muir est considéré comme la forêt précoloniale la mieux préservée du sud québécois, et représente un dernier vestige du type de forêt qu’on pouvait retrouver dans la région avant l’arrivée des colons européens.

## Historique

### Avant la colonisation
Jusqu’au tout début du XIXe siècle, des tribus amérindiennes nomades étaient les principales occupantes occasionnelles du territoire. Quelques colons européens arpentaient également la région pour y couper entre autres des pins blancs, des frênes blancs et des chênes à gros fruits dans le but d’en exporter leur bois. Le Boisé-des-Muir étant composé en grande majorité d’érables à sucre, de hêtres à grandes feuilles et de pruches du Canada, il resta intouché. Cette période fut courte, et la région fut désertée jusque dans les années 1820 en raison de la guerre de 1812 contre les États-Unis.

### Colonisation
À la fin de la guerre, des quantités massives de colons irlandais, écossais et américains prirent possession du territoire. En quelques décennies seulement, le Haut-Saint-Laurent devint une des régions les plus cultivées du Québec,. C’est M. Archibald Muir, fier agriculteur, qui acquit le lot incluant le Boisé-des-Muir en 1827.
L’exploitation des forêts est alors l’activité la plus importante après l’agriculture, entre autres pour la fabrication de potasse : les feuillus tels que les érables, les frênes et les ormes sont massivement coupés et brûlés pour extraire la potasse de leurs cendres. Toutefois, seule la culture de ses terres intéressait M. Muir : il se faisait un honneur de laisser sa forêt intacte, et n’avait pas besoin du revenu supplémentaire qu’elle représentait. Le Boisé-des-Muir fut donc encore une fois épargné. Cette industrie finit par être abandonnée lorsqu’un un procédé de fabrication à partir de sels, moins coûteux, a été découvert.

### Succession
Le Boisé-des-Muir demeura la propriété des descendants de M. Muir pendant plus d’un siècle et demi. Grâce aux valeurs conservatrices qui leur ont été transmises, hors normes pour l’époque, le Boisé-des-Muir resta en grande partie protégé des perturbations humaines. La dernière propriétaire du lot, dans les années 1980, fut Mme Annie Muir,.

### Découverte du Boisé-des-Muir
Des biologistes trouvèrent pour la première fois la forêt à la fin des années 1980, lors d’une étude sur la succession forestière. Voyant dès lors le caractère exceptionnel du boisé, ceux-ci poursuivirent sa caractérisation et proposèrent d’en faire une réserve écologique de toute urgence. Le lot fut toutefois vendu en 1990 et des érables y furent exploités pour leur sirop. Des protestations publiques poussèrent alors le gouvernement du Québec à prendre possession de la forêt au plus vite. En 1995, celui-ci répondit à la demande des biologistes en créant la réserve écologique du Boisé-des-Muir. Tout accès sans permis y étant strictement interdit et sévèrement puni, ce type de réserve constitue un statut maximal de protection.

### Perturbations mineures
La lecture des cernes de croissance des arbres du Boisé-des-Muir a permis de confirmer qu’aucune perturbation majeure n’avait eu lieu en date de sa découverte à la fin des années 1980. Une perturbation mineure aurait toutefois affecté le boisé dans les années 1820-1830, comme l’indiquent des changements dans la vitesse de croissance des arbres à cette époque, signe d’une disponibilité en lumière accrue. La nature de ces perturbations reste incertaine. Il pourrait entre autres s’agir de coupes partielles ou de feux.
Une certaine présence humaine a laissé des traces dans le Boisé-des-Muir : deux sentiers d’accès et un dépôt de ferraille. Des arbres furent également récoltés par un voisin dans les années 1980 à la suite du passage de la maladie hollandaise de l’orme, qui tua la plupart des ormes d’Amérique dans le sud-ouest de la forêt. Cette récolte n’aurait toutefois eu qu’un impact mineur, les arbres étant alors déjà morts et sur le point de tomber. Plusieurs troncs ont d’ailleurs été laissés sur place, probablement en raison de leur état avancé de décomposition. L’exploitation de certains érables pour leur sirop a aussi eu lieu.

## Climat et géologie

### Climat
Le Boisé-des-Muir est situé dans une des régions du Québec aux conditions météorologiques les plus clémentes. Les températures moyennes y passent de -9,3 °C en janvier à 20.9 °C en juillet. Les précipitations moyennes annuelles sont de 965,3 mm, dont 162 mm tombent sous forme de neige.

### Géologie
La présence de la mer de Champlain, créée au retrait  du glacier Wisconsinien il y  a 12 000 ans, a laissé dans la région des Basses-terres du Saint-Laurent un dépôt argileux fertile. Le glacier a également laissé dans cette plaine argileuse des dépôts morainiques, moins adaptés à l’agriculture. C’est entre autres sur ce type de dépôt qu’on retrouve les derniers vestiges forestiers de la région, dont le Boisé-des-Muir.

### Sol
Dans la zone mésique du boisé, on retrouve un brunisol de type mélanique orthique. L’horizon B de ce sol présente un pH de 6.1 à 7.0.

## Biodiversité et écologie

### Flore
On retrouve deux types d’habitats dans le Boisé-des-Muir : la zone hydrique, dans le sud-ouest de la forêt, et la zone mésique, qui occupe le reste du territoire.

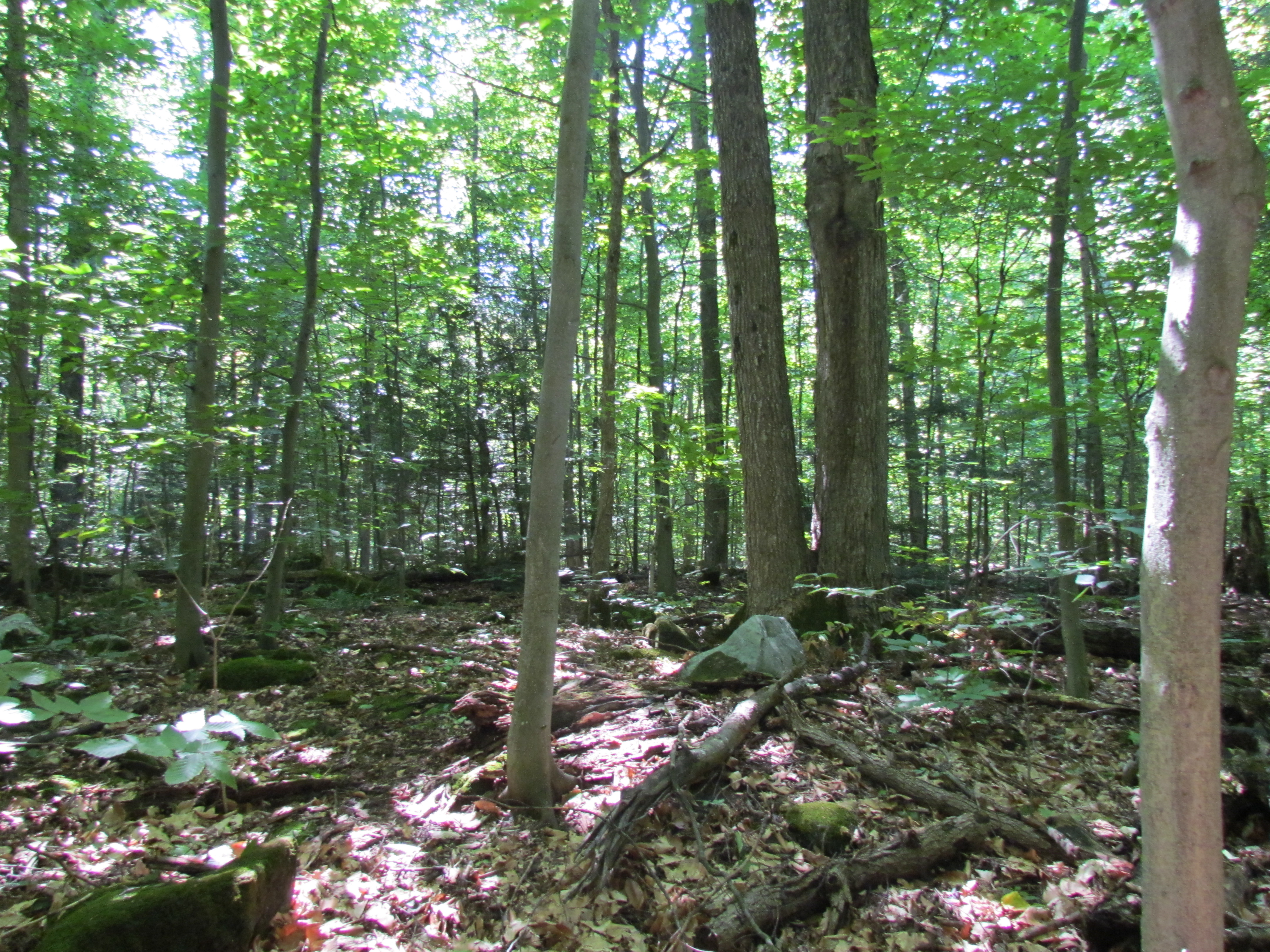
Aspect général de la végétation de la zone mésique de la réserve écologique du Boisé-des-Muir, Québec, Canada.

La zone hydrique, au drainage faible, est dominée par le frêne noir (23,9 %) et l’orme d’Amérique (36,3 % avant perturbation, désormais 1,1 %), qui sont accompagnés d’érable à sucre (19,2 %), de caryer cordiforme (11,4 %) et de tilleul d’Amérique (18,6 %). Les ormes n’ont toutefois pas survécu à la maladie hollandaise de l’orme, causée par le champignon Ceratocystis ulmi, une espèce introduite en Amérique. De ce fait, des herbes et des arbustes tels que des ronces, des frênes épineux et de la circée du Canada ont profité de la luminosité accrue à la suite de la disparition des ormes pour coloniser les strates herbacées et arbustives du secteur.
La zone mésique, quant à elle, a un drainage moyen à bon et est largement dominée par l’érable à sucre (56 %) et le hêtre à grandes feuilles (15,9 %). Une prucheraie (6,4 %) occupe également la partie nord-ouest du boisé. Ces essences sont entre autres accompagnées de tilleul d’Amérique (9,2 %) et d’ostryer de Virginie (8,2 %). La végétation au sol est faible, ce qui est typique des érablières à hêtre, où la luminosité est faible et où la litière de hêtre rend le sol acide.
D’énormes arbres morts à différents stades de décomposition jonchent le territoire, ce qui témoigne de l’état naturel de la forêt. Ils constituent un habitat intéressant pour la microfaune et la microflore (voir Faune et Fonge). Il est très commun dans les forêts plus typiquement perturbées de la région que les arbres morts soient récoltés, mais les conséquences de telles interventions sur la biodiversité sont mal connues.  
Plusieurs arbres du Boisé-des-Muir dépassent les 250 ans, et certains atteignent plus de 300 ans. Étonnamment, le diamètre modeste de leurs troncs, entre 45 et 75 cm à hauteur de poitrine, ne concorde pas avec l’image qu’on pourrait se faire des arbres d’une forêt ancienne. En effet, des arbres en zones perturbées trois fois plus jeunes qu’eux peuvent facilement atteindre des diamètres similaires. Les conditions très ombragées du sous-bois expliquent ce phénomène : les arbres sont forcés d’attendre une perturbation, qui sont plutôt rares au Boisé-des-Muir, avant de pouvoir prendre avantage d’une trouée lumineuse et croître à un rythme plus soutenu. Ainsi, certaines pruches de près de 300 ans ont des troncs d’un diamètre d’à peine 40 cm. Lors de certaines périodes, la vitesse de croissance aurait été aussi faible qu’un ou deux millimètres par année.

### Faune

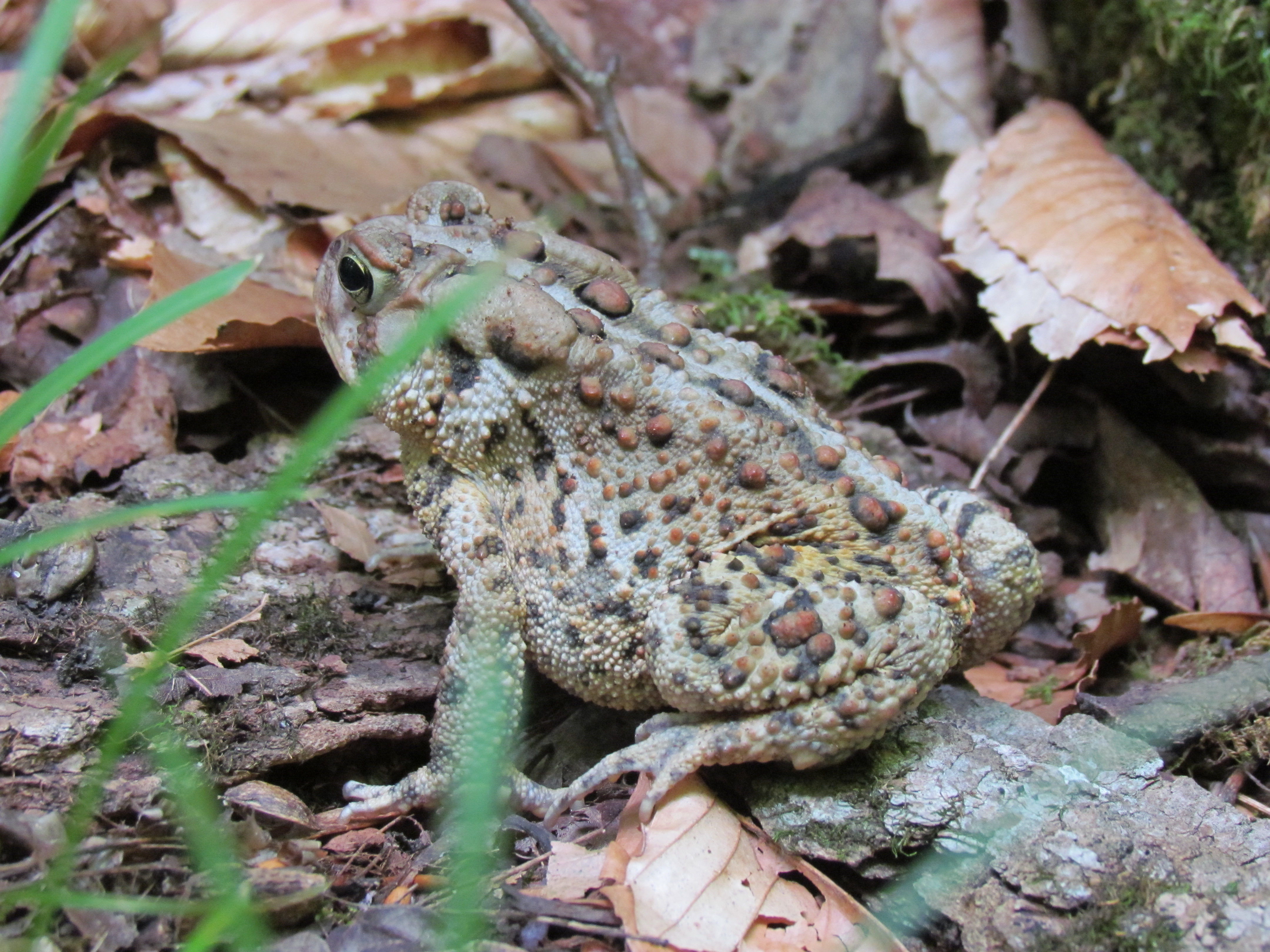
Crapaud d'Amérique (Anaxyrus americanus) à la réserve écologique du Boisé-des-Muir, Québec, Canada.

Des insectes du groupe des collemboles, jamais récoltés auparavant au Québec ou au Canada, ont été trouvés dans le sol du Boisé-des-Muir par des chercheurs du Biodôme de Montréal.
Plus typiques pour la région, des ratons laveurs, des écureuils gris, des tamias rayés, des crapauds d’Amérique et des grenouilles des bois ont déjà été observés au boisé (liste non exhaustive).

### Fonge
Un inventaire des macromycètes (i.e. des champignons des groupes Ascomycètes, Basidiomycètes et Myxomycètes aux fructifications visibles à l’œil nu) a été effectué entre 2011 et 2013 par le Cercle des Mycologues de Montréal dans le Boisé-des-Muir. Un total de 446 espèces ont pu être identifiées au cours de ces trois saisons d’inventaire hebdomadaire. Un inventaire aussi poussé et assidu est unique pour la province. De nouvelles espèces pour le Québec, le Canada ou l'Amérique ont été trouvées.  

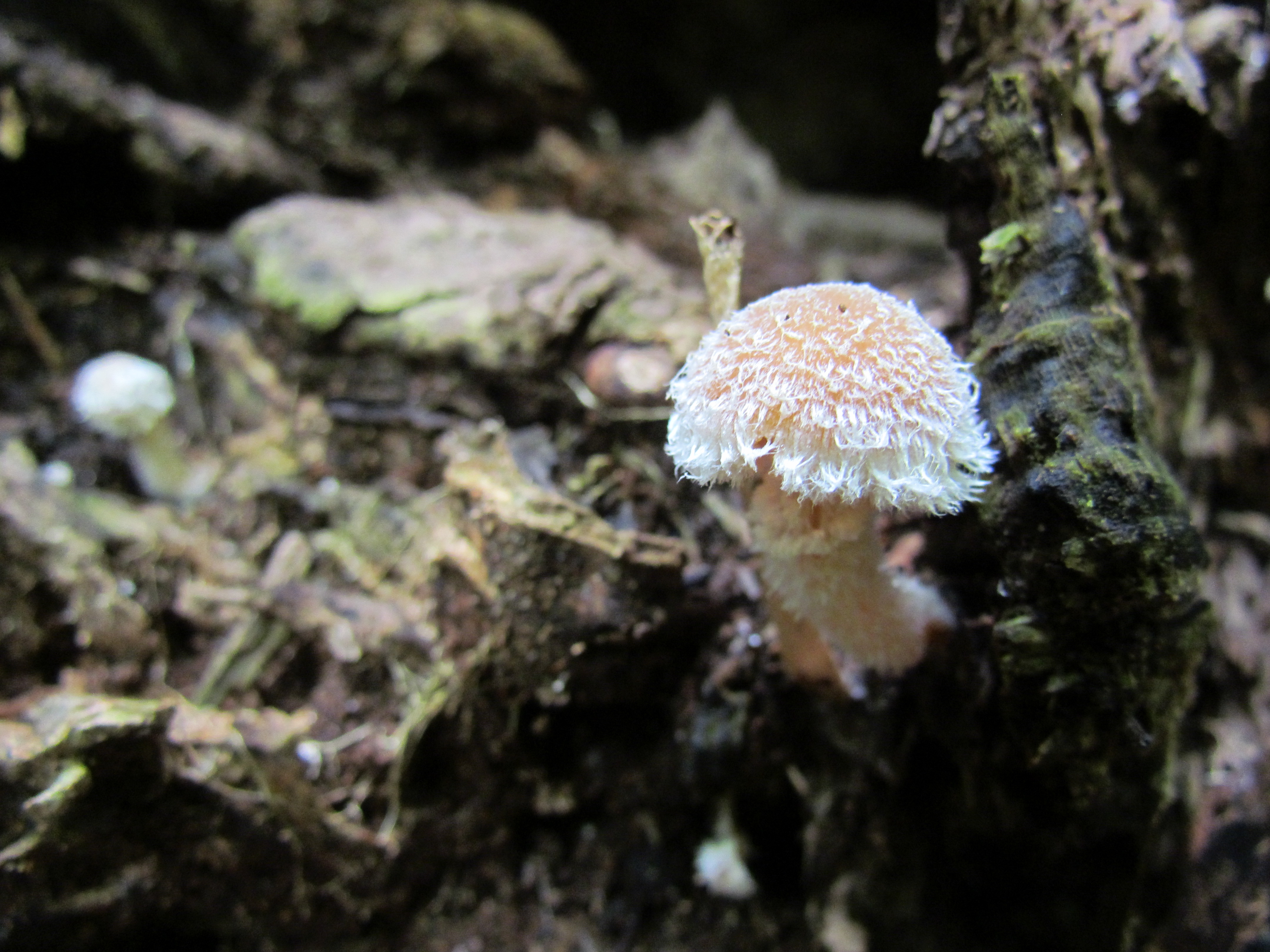
Psathyrella sacchariolens, espèce trouvée pour la première fois en 2012 à la réserve écologique du Boisé-des-Muir. À ce jour (2014), il s'agit encore du seul site en Amérique du Nord où l'espèce a été officiellement trouvée.

Liste des espèces de macromycètes qu'on peut retrouver au Boisé-des-Muir, mais nulle part ailleurs au Québec (en 2014) :
- Cystolepiota hetieri
- Lepiota clypeolarioides
- Lepiota neophana
- Mycena cf. olida
- Psathyrella saccharinophila
- Psathyrella sacchariolens
- Psathyrella cf. waltersii
- Sarcosphaera coronaria

Il a été proposé que ces espèces nouvelles, pour la plupart saprotrophes, se retrouvent au Boisé-des-Muir en raison de la grande quantité de bois en décomposition au sol. Les conditions climatiques favorables du Boisé-des-Muir pourraient également avoir joué un rôle dans leur abondance et leur diversité. Une liste des 333 macromycètes retrouvés en 2011 et 2012 au Boisé-des-Muir est disponible publiquement (voir Annexes : Liens externes).
Un inventaire de la biodiversité des microchampignons du hêtre à grandes feuilles a également eu lieu en 2002 par Vujanovic et Brisson. La diversité s’est révélée impressionnante, avec 76 espèces identifiées, dont plusieurs qui n’avaient jamais été retrouvées sur le hêtre à grandes feuilles. Deux de ces espèces étaient nouvelles pour la science (Diarimella laurentidae et Polynema muirii). 

## Valeur scientifique
Outre les connaissances sur la biodiversité québécoise qu’a pu apporter le Boisé-des-Muir, cette forêt ancienne a permis d’en apprendre davantage sur la dynamique forestière naturelle du sud québécois. En effet, on considérait jusqu’alors qu’une plus forte proportion de hêtre à grandes feuilles dans la région était due à l’exploitation des forêts en question,. On retrouvait plutôt des érablières à caryer cordiforme dans les forêts mésiques les plus âgées, et ce type de forêt était donc considéré comme une communauté climax pour la région. Or, la découverte du Boisé-des-Muir, une érablière à hêtre n’ayant subi aucune perturbation majeure depuis des siècles, venait mettre en doute ces conclusions. On apprit ainsi les érablières à caryer cordiforme, matures et stables, mais ayant tout de même subi des perturbations depuis la colonisation, seraient des communautés qui résultent de perturbations humaines (climax anthropique). En étudiant les archives de vente de bois de la région, on s’aperçut en effet que le hêtre à grandes feuilles était plus abondant avant la colonisation du Haut-Saint-Laurent.
Un autre aspect du Boisé-des-Muir a attiré l’attention des biologistes : en plus d’y être plus abondant qu’on n’aurait pu le croire pour une forêt non perturbée du Québec, le hêtre à grandes feuilles y serait même en voie d’être plus important que l’érable à sucre, ce qui donne l’impression d’une forêt encore en transition et immature. En effet, comme on retrouve plus de jeunes hêtres à grandes feuilles que de jeunes érables à sucre au Boisé-des-Muir, ceux-ci devraient logiquement représenter une plus grande partie de la nouvelle génération d’arbres une fois les érables à sucre matures morts. Toutefois, il faudrait que les conditions restent similaires pour encore plusieurs milliers d’années pour pouvoir observer ce scénario, et plusieurs facteurs menacent une telle stabilité au Boisé-des-Muir (voir Protection). On expliquerait ce phénomène par une meilleure tolérance à l’ombre du hêtre à grandes feuilles par rapport à l’érable à sucre, probablement due à sa capacité à se reproduire végétativement. Cette stratégie de reproduction est plus efficace en conditions ombragées puisque les jeunes tiges peuvent bénéficier de l’aide énergétique des parents auxquels ils sont encore liés.
De nombreuses études scientifiques ont également eu la possibilité de comparer les forêts perturbées au Boisé-des-Muir, ce qui a permis de mieux comprendre l’influence que l’homme a pu jouer sur divers aspects de leur écosystème. 
Les quelques milliers d’arbres du Boisé-des-Muir faisant plus de 15 cm de diamètre à hauteur de poitrine ont été recensés et cartographiés en 1994 lors d’une étude sur sa dynamique forestière.
Une liste des études scientifiques portant sur le Boisé-des-Muir est fournie en annexe.

## Protection
Le Boisé-des-Muir est une réserve écologique depuis 1995. Ce statut, créé par la province de Québec en 1983, offre une protection maximale. Tout accès est interdit sans permis, sous peine d’amende. Ces permis ne sont émis par le gouvernement du Québec que pour des raisons scientifiques, éducationnelles ou d’entretien. La surveillance y est stricte, notamment grâce aux nombreux voisins, qui sont psychologiquement attachés au Boisé-des-Muir et qui ont à cœur sa protection.
Malgré cette protection légale, l’intégrité à long terme du Boisé-des-Muir n’est pas assurée. En effet, sa petite taille le rend particulièrement sensible aux perturbations naturelles comme des chablis ou des feux. Par exemple, en 1996, le Boisé-des-Muir a été épargné de justesse par des tornades d’une force auparavant jamais observée au Québec, qui sont passées à quelques kilomètres de la forêt seulement. À peine quelques années plus tard, en janvier 1998, le Boisé-des-Muir a dû faire face à la crise du verglas, qui y a déposé 70 cm de pluie verglaçante. Les branches cassées sous le poids de ces précipitations (83 % des arbres ont perdu au moins 5 % de leur cime) ont multiplié par 4 à 5 fois la quantité de lumière atteignant le sol du boisé. Bien que la crise n’ait causé que peu de mortalité immédiate, le taux de mortalité annuel des arbres s’en est trouvé accéléré (de 0,8 % à 1,2 % en moyenne après 7 ans). Des effets de cette perturbation pouvaient encore être observés au moins 7 ans plus tard, en 2005. 
Le Boisé-des-Muir devra également faire face à des perturbations indirectement causées par l’homme, telles que la présence d’espèces introduites nuisibles ou l’effet encore inconnu des changements climatiques. En effet, tout comme la maladie hollandaise de l’orme, qui a tué la grande majorité des ormes d’Amérique du Boisé-des-Muir au cours des années 1980, la maladie corticale du hêtre menace l’intégrité de la forêt. Cette maladie a été observée pour les premières fois au Boisé-des-Muir au début des années 1990, mais en 1999 son impact y était encore jugé mineur.

### Liste des publications scientifiques en lien avec le Boisé-des-Muir

#### Dynamique forestière
- J. Brisson, Y. Bergeron et Y. Bouchard, « Les successions secondaires sur sites mésiques dans le Haut-Saint-Laurent, Québec, Canada. », Canadian Journal of Botany, no 66,‎ 1988, p. 1192-1203. (lire en ligne)
- (en) J. Brisson, Y. Bergeron et Y. Bouchard, « The history and tree stratum of an old-growth forest of Haut-Saint-Laurent Region, Québec. », Natural Areas Journal, no 12,‎ 1992, p. 3-9
- (en) J. Brisson, Y. Bergeron, Y. Bouchard et A. Leduc, « Beech-maple dynamics in an old-growth forest in southern Québec, Canada. », Écoscience, no 1,‎ 1994, p. 40-46 (lire en ligne)
- (en) M. Beaudet, C. Messier, D. Paré, J. Brisson et Y. Bergeron, « Possible mechanisms of sugar maple regeneration failure and replacement by beech in the Boisé-des-Muir old-growth forest, Québec », Écoscience, no 6,‎ 1999, p. 264-271 (lire en ligne)
- (en) M. Tremblay, C. Messier et D.J. Marceau, « Analysis of deciduous tree species dynamics after a severe ice storm using SORTIE model simulations », Ecological modelling, no 187,‎ 2005, p. 297-313 (lire en ligne)
- (en) M. Beaudet, J. Brisson, C. Messier et D. Gravel, « Effect of a major ice storm on understory light conditions in an old-growth Acer-Fagus forest: Pattern of recovery over seven years », Forest Ecology and Management, no 242,‎ 2007, p. 553-557 (lire en ligne)
- (en) M. Beaudet, J. Brisson, D. Gravel et C. Messier, « Effect of a major canopy disturbance on the coexistence of Acer saccharum and Fagus grandifolia in the understorey of an old‐growth forest », Journal of Ecology, no 95,‎ 2007, p. 458-467 (lire en ligne)
- (en) M. Beaudet et C. Messier, « Beech regeneration of seed and root sucker origin : a comparison of morphology, growth, survival, and response to defoliation », Forest Ecology and Management, no 255,‎ 2008, p. 3659-3666 (lire en ligne)

#### Biodiversité
- (en) J.-P. Simon, Y. Payette et M.-H. Longpré, « Comparative analysis of the genetic composition of canopy and juvenile sugar maple individuals (Acer saccharum) in an old-growth forest in southern Quebec as related to anthropogenic disturbance », Canadian Journal of Forest Research, no 25,‎ 1995, p. 743-752 (lire en ligne)
- (en) V. Vujanovic, M. St-Arnaud, P. Neumann et J.A. Fortin, « Diarimella laurentidea anam. – sp. nov. from Québec », Canadian Journal of Botany, no 76,‎ 1998, p. 2037-2041
- (en) V. Vujanovic, M. St-Arnaud, P. Neumann, J.A. Fortin et J. Brisson, « A new species Polynema muirii on Fagus grandifolia », Mycologia, no 91,‎ 1999, p. 136-140 (lire en ligne)
- (en) F. Therrien, M. Chagnon et C. Hubert, « Biodiversity of collembola in sugar maple (Aceracaea) forests », The Canadian Entomologist, no 131,‎ 1999, p. 613-628 (lire en ligne)
- Chagnon, M., D. Paré et C. Hébert. 2000. Relationship between soil chemistry, microbial biomass and the collembolan fauna of southern Quebec sugar maple stands. Écoscience, 7 : 307-316.
- Chagnon, M., C. Hébert et D. Paré. 2000. Community structure of Collembola in sugar maple forests : relations to humus type and seasonal trends. Pedobiologia, 44 : 148-174.
- Vujanovic, V. et J. Brisson. 2001. Les microchampignons forestiers : une biodiversité à découvrir. Naturaliste canadien, 125 : 12-16.
- Vujanovic, V. et J. Brisson. 2002. A comparative study of endophytic mycobiota in leaves of Acer saccharum in eastern North America. Mycological Progress, 1 : 147-154.
- Langlois, A., R. Archambault, R. Lebeuf, J.-P. Turgon, R. McNeil et J. Brisson. 2013. Inventaires des macromycètes d’une forêt ancienne de la région du Haut-Saint-Laurent. Naturaliste canadien, 137 : 62-77.

#### Dendrochronologie
- (en) J. Tardif, J. Brisson et Y. Bergeron, « Dendrochronological analysis of Acer saccharum Marsh., Fagus grandifolia Ehrh, and Tsuga canadensis (L.) Carr., from an old-growth forest, southwestern Québec », Canadian Journal of Forest Research, no 31,‎ 2001, p. 1491-1501 (lire en ligne)

#### En tant que site témoin
- (en) F. Doyon, A. Bouchard et D. Gagnon, « Tree productivity and successional status in Québec northern hardwoods. », Écoscience, no 5,‎ 1998, p. 222-231 (lire en ligne)
- Brisson, J., C. Lareau, J. Millet et A. Bouchard. 2001. Rétablissement des arbres ayant subi des dommages dus au verglas de janvier 1998, dans une forêt ancienne de l’Est de l’Amérique du Nord. In M. Labrecque (ed.). L’arbre 2000 : 2000 The tree. 4e symposium international. Institut de recherche en biologie végétale et Isabelle Quintin, Montréal, Québec, 375 pages.